# Loredano Ugolini
Loredano Ugolini (Firenze, 17 dicembre 1927) è un fumettista e illustratore italiano.

## Biografia
Esordì nel 1948 disegnando disegnando copertine di libri per ragazzi per la casa editrice Salani. Dieci anni dopo iniziò una collaborazione di lunga data con la casa editrice Universo per la quale realizza diversi episodi autoconclusive pubblicati nella serie Albi dell'Intrepido e del western Rocky Rider; idea e realizza insieme allo scrittore Antonio Mancuso le serie Billy Bis, pubblicata sull'Intrepido e poi su una omonima testata, Billy Bis Super, e Cristal pubblicata sul Monello; seguirono poi altre serie come Tony Gagliardo, sempre con Mancuso, e Rox, scritta da Raffaelle D'Argenzio. Negli anni sessanta realizzò attraverso lo Studio D'Amy di Milano anche alcune storie di genere bellico per il gruppo inglese Fleetway che vennero poi pubblicate anche in Italia dall'Editoriale Dardo sulla Collana Eroica. Nel 1965 disegnò la serie western Lobo Kid, scritta da Gianluigi Bonelli, e pubblicata sulla rivista Furio.